# Gwanggaeto the Great (lớp tàu khu trục)
Tàu khu trục lớp Gwanggaeto the Great hay lớp Gwanggaeto Đại đế (tiếng Hàn: 광개토대왕급 구축함; Hanja: 廣開土大王級 驅逐艦), còn được gọi là KDX-I, là một lớp tàu khu trục của Hải quân Hàn Quốc, một số nguồn khác phân loại lớp tàu này là khinh hạm. Đây là lớp tàu thứ nhất được phát triển trong chương trình sản xuất hàng loạt tàu khu trục mang tên Thử nghiệm Tàu khu trục Hàn Quốc (Korean Destroyer eXperimental - KDX), chương trình này giúp mở đường cho hải quân Hàn Quốc trở thành lực lượng hải quân nước xanh.

## Phát triển
Lớp Gwanggaeto the Great được lên kế hoạch để thay thế các tàu khu trục cũ hoạt động trong hải quân Hàn Quốc (ROKN), phần lớn các tàu này nhận chuyển giao từ Hải quân Mỹ vào thập niên 1950 và 1960. Người ta cho rằng đây là bước ngoặt lớn đối với Hàn Quốc, vì việc hạ thủy tàu KDX-I đầu tiên đồng nghĩa với việc ROKN có khả năng triển khai sức mạnh tác chiến xa bờ. Sau khi hạ thủy con tàu, đã có sự bùng nổ lớn trong hoạt động tham gia quốc tế của Hàn Quốc chống lại nạn cướp biển và các hoạt động quân sự khác ngoài chiến tranh.

## Thiết kế

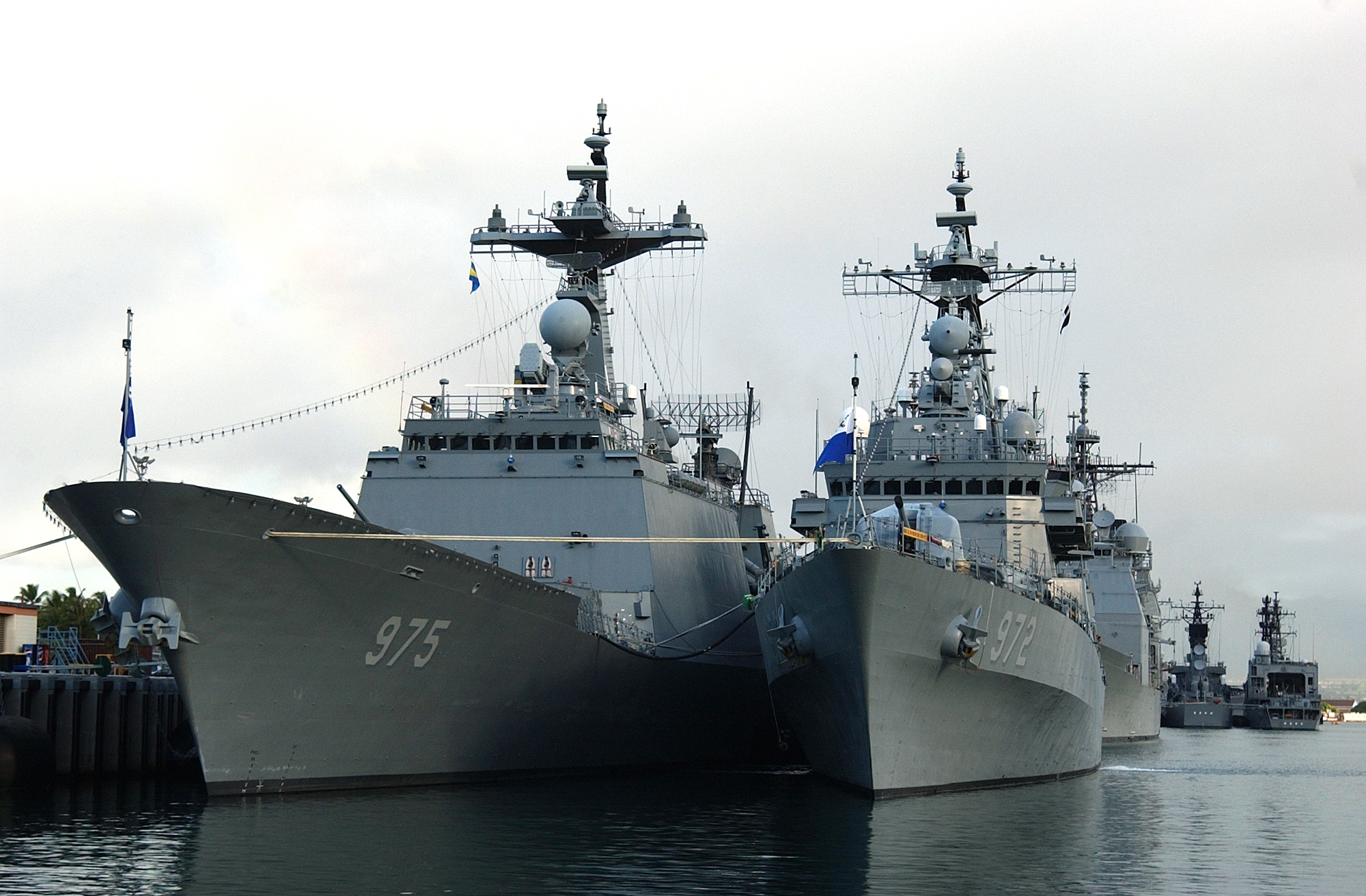
ROKS Eulji Mundeok (DDH-972) và ROKS Chungmugong Yi Sun-sin (DDH-975) tại Trân Châu Cảng trong cuộc tập trận RIMPAC 2004

### Hệ thống vũ khí
Vũ khí của tàu gồm có: một hải pháo OTO Melara 127 mm (5 inch)/54, hai hệ thống vũ khí phòng thủ tầm gần 30 mm Goalkeeper CIWS để đánh chặn tên lửa chống hạm đang bay đến và phương tiện bay của đối phương, tám tên lửa chống hạm RGM-84 Harpoon có nhiệm vụ tiêu diệt tàu mặt nước, một hệ thống phóng thẳng đứng Mk 48 Mod 2 với 16 ô phóng dành cho tên lửa phòng không RIM-7P Sea Sparrow, hai giàn 3 ống phóng ngư lôi Mark 46 dùng để chống tàu ngầm. Ngoài ra, tàu còn mang theo trực thăng Super Lynx có khả năng hoạt động phối hợp với các cảm biến để tìm kiếm và tiêu diệt tàu ngầm ở khoảng cách xa.

### Hệ thống động lực
Tàu được trang bị hai động cơ tua-bin khí General Electric LM2500-30 và hai động cơ diesel SsangYong 20V 956 TB 82, tốc độ tối đa 30 hải lý/giờ (56 km/h; 35 dặm/h).

## Chế tạo
Tất cả các tàu khu trục lớp Gwanggaeto Đại đế đều được chế tạo bởi công ty Daewoo Heavy Industries tại Geoje, Hàn Quốc. Chiếc đầu tiên dự kiến được đóng vào cuối năm 1992 và hoàn thành vào năm 1996. Nhưng do phải tiến hành nhiều nghiên cứu khác nhau kéo dài đến cuối năm 1993, nên việc đóng tàu mới được bắt đầu vào tháng 4 năm 1994 tại nhà máy đóng tàu Daewoo ở Okpo.

## Nâng cấp giữa vòng đời
Ngày 27 tháng 4 năm 2016, có thông tin cho rằng lớp tàu KDX-I sẽ trải qua đợt nâng cấp giữa vòng đời với chi phí tiêu tốn 67,41 tỷ won, nhằm mục đích thay thế các thiết bị linh kiện nhập từ nước ngoài đã trở nên lỗi thời. Hệ thống chỉ huy và điều khiển phiên bản gốc (hệ thống quản lý chiến đấu BAeSEMA SSCS Mk-7) được thay thế bằng hệ thống quản lý chiến đấu của Hanwha System (có thể là Naval Shield ICMS), sử dụng Sonar mảng kéo hàng nội địa, mạng liên kết dữ liệu chiến thuật quân sự Link 16 và đại tu nhiều thiết bị khác.
ROKS Yang Man-chun là tàu đầu tiên đã hoàn thành nâng cấp vào tháng 9 năm 2020, ROKS Gwanggaeto the Great là chiếc thứ hai hoàn thành nâng cấp vào tháng 11 năm 2021, và ROKS Ulchi Mundok là chiếc cuối cùng hoàn thành nâng cấp vào tháng 12 năm 2021.

## Danh sách tàu trong lớpGwanggaeto the Great
| Tên tàu                   | Số hiệu | Đơn vị đóng tàu         | Hạ thủy              | Biên chế            | Tình trạng     |
| ------------------------- | ------- | ----------------------- | -------------------- | ------------------- | -------------- |
| ROKS Gwanggaeto the Great | DDH-971 | Daewoo Heavy Industries | 28 tháng 10 năm 1996 | 24 tháng 7 năm 1998 | Đang hoạt động |
| ROKS Eulji Mundeok        | DDH-972 | Daewoo Heavy Industries | 16 tháng 10 năm 1997 | 30 tháng 8 năm 1999 | Đang hoạt động |
| ROKS Yang Man-chun        | DDH-973 | Daewoo Heavy Industries | 30 tháng 9 năm 1998  | 29 tháng 6 năm 2000 | Đang hoạt động |

## LớpBhumibol Adulyadej

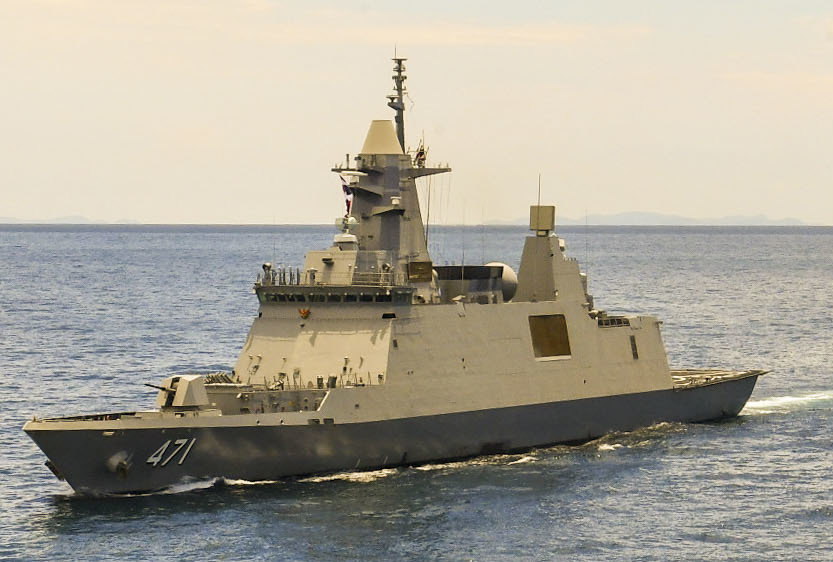
HTMS Bhumibol Adulyadej (FFG-471)

Tàu hộ vệ lớp Bhumibol Adulyadej là phiên bản cải tiến của lớp Gwanggaeto Đại đế dành cho Hải quân Thái Lan. Nó khác với phiên bản gốc ở chỗ kiến trúc thân tàu và thượng tầng được thiết kế giúp tăng khả năng tàng hình.
Các tàu trong lớp Bhumibol Adulyadej:
- HTMS Bhumibol Adulyadej (đang hoạt động)
- HTMS Prasae (đã bị trì hoãn)